# Озеро Судченське
Судченське — озеро природного походження, розташоване на території волинського села Судче. 